# Roseland (Florida)
Roseland és una concentració de població designada pel cens dels Estats Units a l'estat de Florida. Segons el cens del 2000 tenia 1.775 habitants.

## Demografia
Segons el cens del 2000, Roseland tenia 1.775 habitants, 842 habitatges, i 506 famílies. La densitat de població era de 344,4 habitants/km².
Dels 842 habitatges en un 15,1% hi vivien nens de menys de 18 anys, en un 50,8% hi vivien parelles casades, en un 6,8% dones solteres, i en un 39,8% no eren unitats familiars. En el 34% dels habitatges hi vivien persones soles el 20,7% de les quals corresponia a persones de 65 anys o més que vivien soles. El nombre mitjà de persones vivint en cada habitatge era de 2,05 i el nombre mitjà de persones que vivien en cada família era de 2,58.
Per edats la població es repartia de la següent manera: un 13,2% tenia menys de 18 anys, un 4,7% entre 18 i 24, un 19% entre 25 i 44, un 27,5% de 45 a 60 i un 35,6% 65 anys o més.
L'edat mediana era de 54 anys. Per cada 100 dones de 18 o més anys hi havia 92 homes.
La renda mediana per habitatge era de 28.188 $ i la renda mediana per família de 34.853 $. Els homes tenien una renda mediana de 30.326 $ mentre que les dones 27.188 $. La renda per capita de la població era de 18.084 $. Entorn del 9,1% de les famílies i el 18,7% de la població estaven per davall del llindar de pobresa.

## Poblacions més properes
El següent diagrama mostra les poblacions més properes.